# توشمانلو (کوثر)
توشمانلو، دؤشمللی(düşməlli) یک روستا در ایران است که در استان اردبیل واقع شده‌است. توشمانلو ۱۵۳ نفر جمعیت دارد.تولید گندم و عسل و فراورده ای دامی از مشاغل مردم این روستا و میوه اصلی تولید شده در باغات آن سیب و زردآلو و گلابی و گردو است.ازمزارع و  باغستان های اطراف آن میتوان پلپله ، خوولار، سووق بلاغی ، چانگل بلاغ ، گمش قدم ، گولی بولاغ ، آسما ، داغ ، هاچا ، یئدی گوزه لر ،پیشیک بولاغی ، شامئر. ، زارنجی ، باغالئجا ، صادق یوردی ، کلک لی ، مشی باغی ، الییچان ، پیرزامان ، بویوک پیر ، فاطی زمیلری ، دوه داشی ، ناقاره خانا،عیسی خان آغاجی ، قره داش ، صادق یوردی ،باغالئجا،  دیبکلی ، تندیری ، اسگیجه ، چشمه یانبولاغی ، و چندین مزرعه دیگر اشاره کرد ،، مزرعه خاتون بلاغی هم بین چندین روستا مشاع میباشد. مزرعه گوشوراننار هم بین روستای پرگو و توشمانلو همیشه مورد مناقشه بوده است.
اهالی این روستا با مهاجرت معکوس و ساخت بناها و ساختمانهای مدرن علی الخصوص در فصلهای بهاروتابستان رونق خاصی به روستا بخشیده اند، آب و هوای توشمانلو مانند اکثر مناطق شهرستان خلخال و کوثر در فصول گرم سال بسیار دلنشین و ییلاقی می باشد. علت آن هم قرار گرفتن این روستا در ارتفاع تقریبا ۲۰۰۰متری از سطح دریا و مسیر بادهای شمال به جنوب که از بالای مزارع قوشوورانلار و آسما به صورت مه و با دمای پایین به داخل روستا می وزد. چشمه مشکل گشا یا همون یوخاری بولاغ که در دهه های اول ۱۳۰۰ شمسی با کانال و بعدا با لوله از تقریبا یک کیلومتری روستا و از داخل حریم زمین اجدادی یکی از خانواده های قدیمی این روستا به اول روستا لوله کشی شده است ، با سختی آب زیر ۲۰۰ یکی از مرغوب ترین و گواراترین آبهای آشامیدنی روستا میباشد.
```
این روستا و سایر آبادیهای اطراف به علت داشتن آب و هوا و طبیعت بکر و زیبا در فصول بهار و تابستان  میتواند از مناطق هدف گردشگری باشد.
```

زمستان در روستای توشمانلو و بعضی روستاهای هم ارتفاع مانند آقامیرلو خیلی زودتر از سایر مناطق شروع میشود.
مراتع و مزارع و کوهستانهای اطراف روستا سرشار از گیاهان مختلف دارویی و خوراکی و قارچهای وحشی می باشد ، که از مهمترین آنها می توان به آویشن کوهی (کهلیک اوتی) ، چای کوهی(تووکلیجه) ، نسترن(گیلدیک) ، بابونه ، خشخاش کوهی ، بوغاناق ، انواع زیره و گلپر وحشی ، شنگ و بولاغ اوتی ، انواع پونه وحشی ، قزل گول ، بومادران و دهها رستنی دیگر را نام نام برد.
پوشش گیاهی منطقه در کوهستانها و ارتفاعات عمدتا انواع گون با تراکم بالا و آویشن میباشد. که میتواند منبع تغذیه مهمی برای زنبورداران باشد.